# Robert McKee Irwin
Robert McKee Irwin (* 1962) ist ein bekannter US-amerikanischer Lateinamerikanist.
Irwin promovierte in Komparatistik an der New York University und ist Chair der Graduate Group in Cultural Studies and Professor of Spanish an der University of California, Davis. Er ist Autor von
- Mitherausgeber von Hispanisms and Homosexualities (1998)
- Mexican Masculinities (2003)
- The Famous 41 (2003)
- Bandits, Captives, Heroines and Saints: Cultural Icons of Mexico's Northwest Borderlands (2007)
- Diccionario de estudios culturales latinoamericanos (2009)
- Herausgeber von Los cuarenta y uno (2010)
- mit Maricruz Castro El cine mexicano 'se impone': mercados internacionales y penetración cultural en la época dorada (2011)

| Personendaten    | Personendaten                                 |
| ---------------- | --------------------------------------------- |
| NAME             | Irwin, Robert McKee                           |
| KURZBESCHREIBUNG | US-amerikanischer Lateinamerikanist und Autor |
| GEBURTSDATUM     | 1962                                          |